# Wayne Gretzky

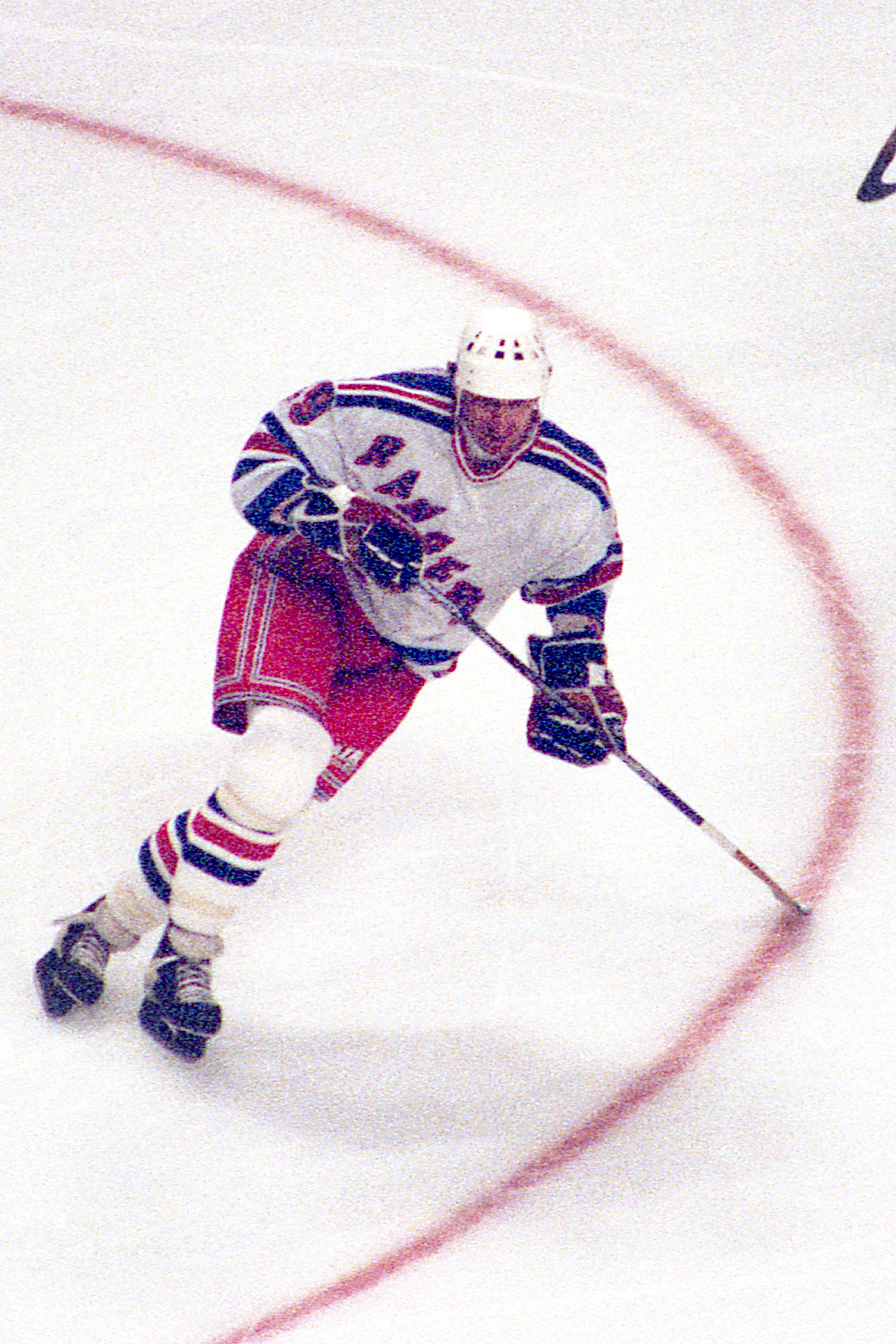
Gretzky em 1997 jogando pelo New York Rangers.

Wayne Douglas Gretzky (Brantford, Ontário, 26 de janeiro de 1961) é um atleta canadense, foi jogador profissional de hóquei sobre o gelo. Seu apelido é "O Grande" (The Great One), e é considerado por muitos como o melhor jogador de hóquei da história. Gretzky, em sua carreira, foi primariamente um centro-avante. O número de seu uniforme era 99.
Neto de um imigrante bielorrusso (de quem herdou seu sobrenome "Gretzky", uma adaptação de Грэцкі, Hretski) e uma polonesa, é filho do também ex-jogador da NHL Walter Gretzky. Seus irmãos Brent e Keith também jogaram hóquei profissionalmente.
Wayne foi uma criança prodígio. Aos seis anos, já jogava com crianças com dez anos de idade. Aos dez anos de idade, fez 378 gols em 78 jogos da liga infantil, tornando-se matéria da revista Toronto Telegram, o atual Toronto Sun. Aos 14 anos, saiu da cidade em busca de melhorar sua carreira. Passou a jogar em ligas amadoras, ao lado de jogadores com 20 anos de idade. Jogou um ano na Ontario Hockey League, na Sault Ste. Marie Greyhounds, onde queria jogar com o uniforme numerado 9. Por esta já estar em uso, seu técnico convenceu-no a usar o número 99.
Gretzky jogou por vinte anos na NHL, a maior e mais reconhecida liga profissional de hóquei sobre o gelo do mundo. Rompeu vários recordes de pontuação, foi tetracampeão da Copa Stanley com o Edmonton Oilers, e eleito oito anos seguidos o melhor jogador da liga. Parou de jogar profissionalmente em 1999. Seu número 99 foi aposentado por todos os times da NHL.

## Equipes onde jogou

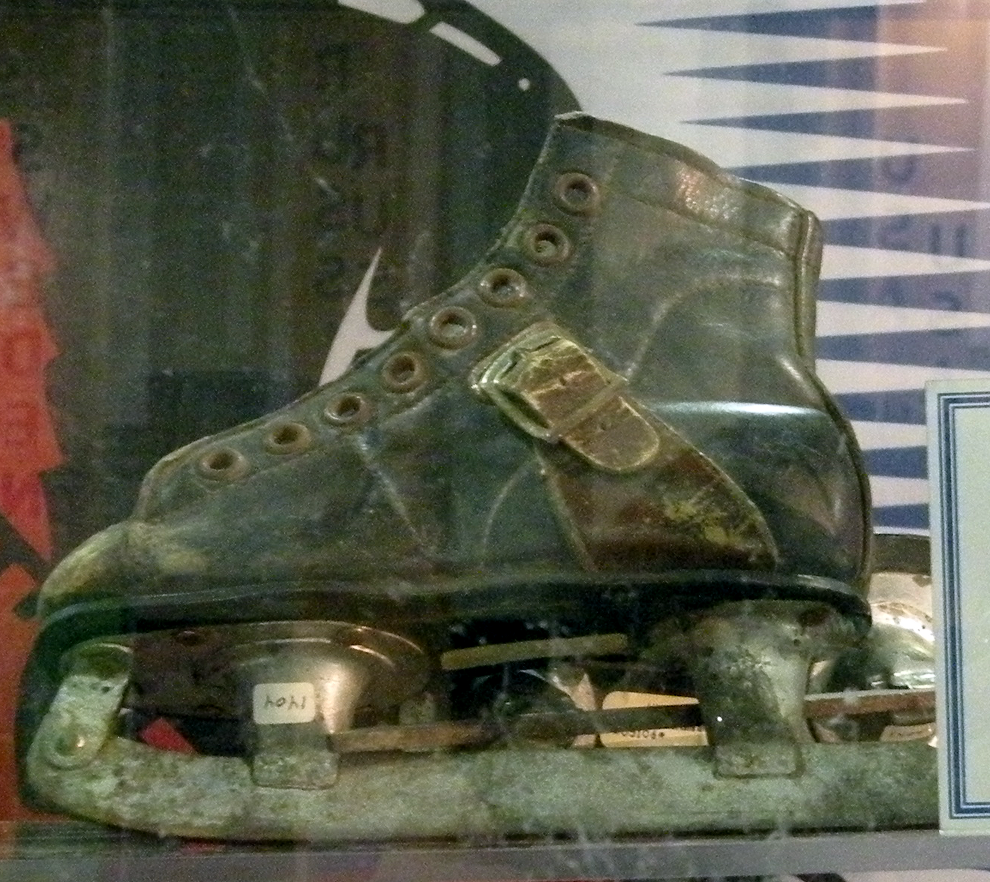
Primeiro par de patins de Gretzky. Ele ganhou quando tinha apenas 3 anos de idade.

- Edmonton Oilers (1979–1988)
- Los Angeles Kings (1988–1996)
- St. Louis Blues (1996)
- New York Rangers (1996–1999)

## Prêmios

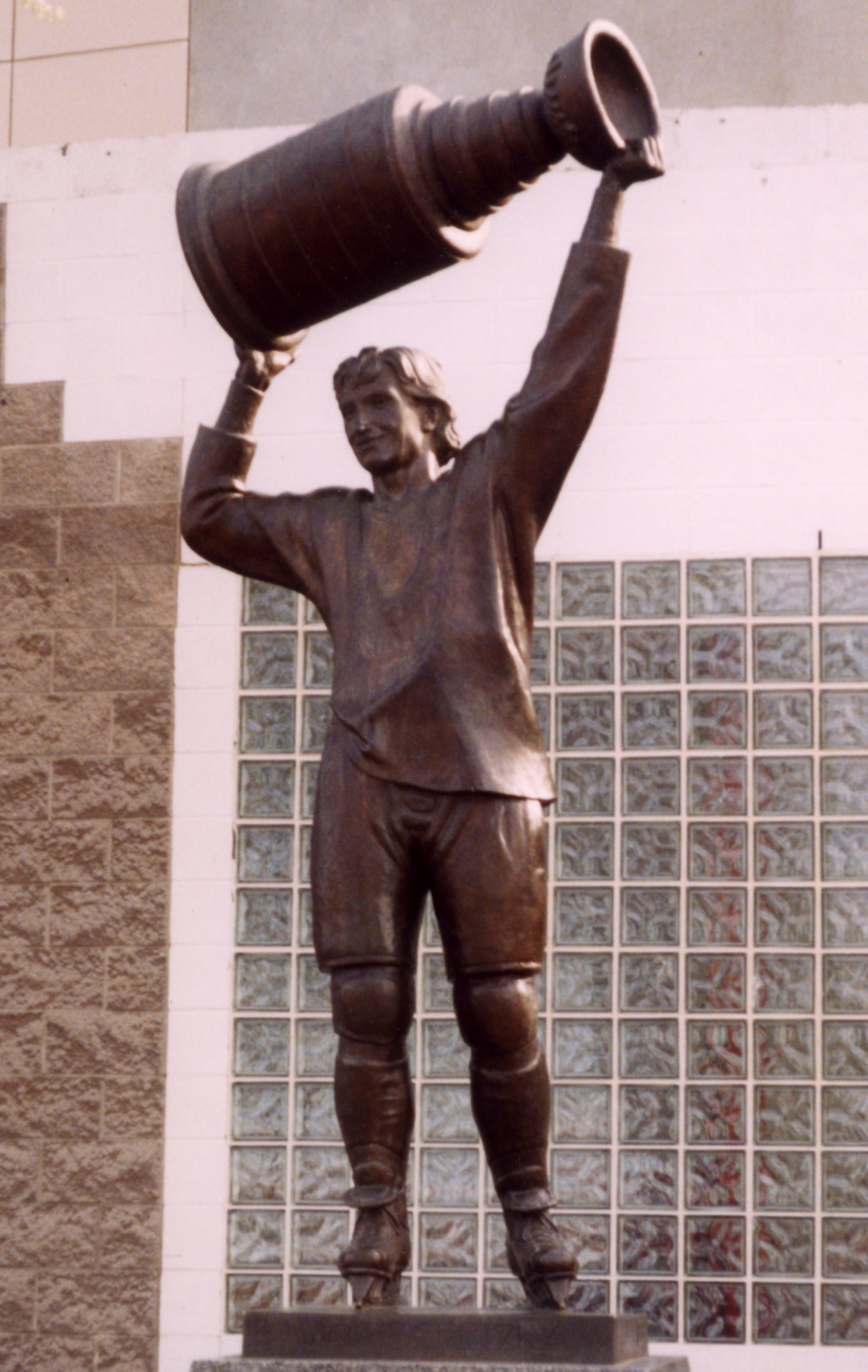
Estátua de Wayne Gretzky no exterior do Rexall Place em Edmonton.

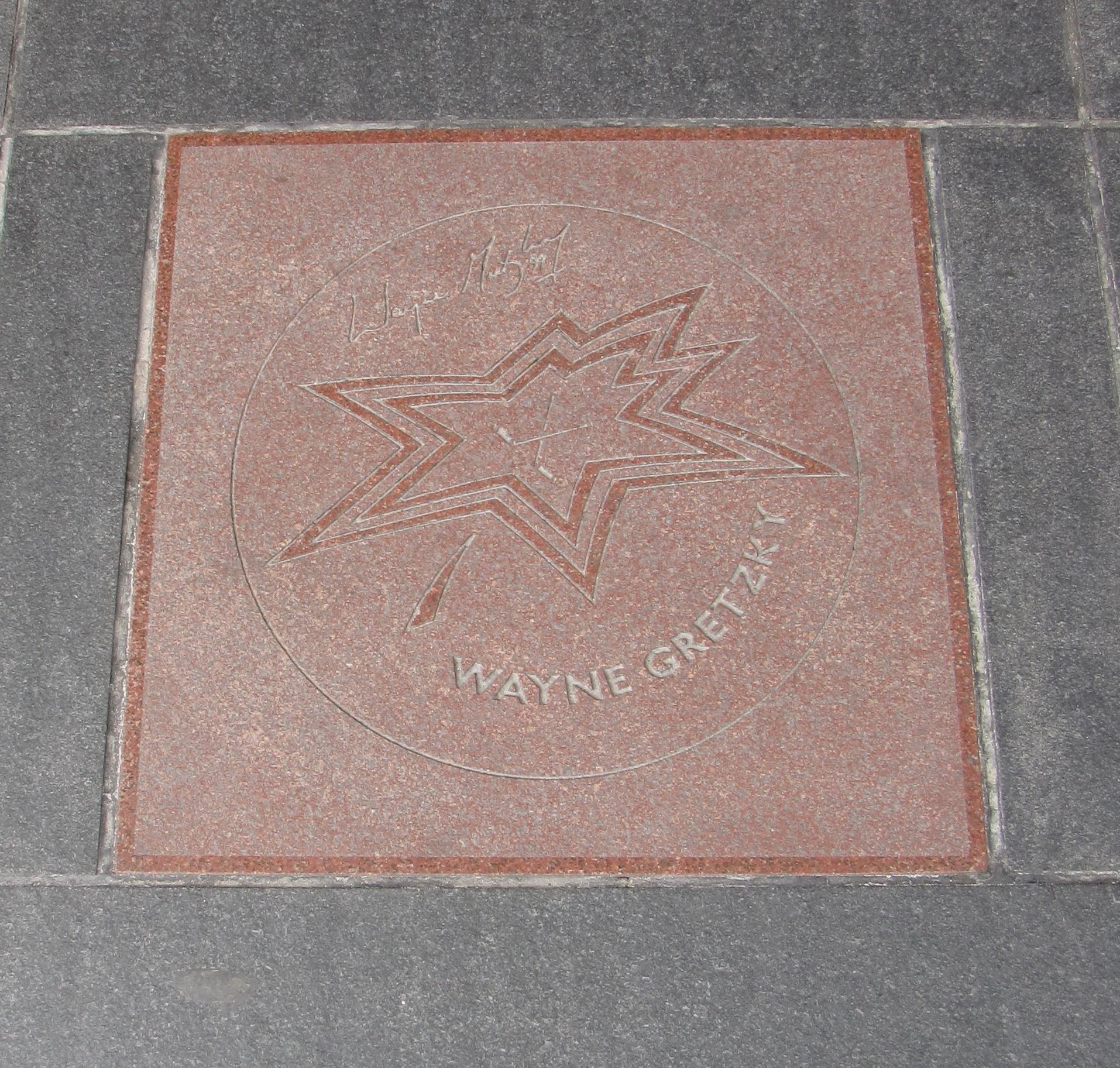
Estrela de Wayne Gretzky na Calçada da Fama do Canadá.

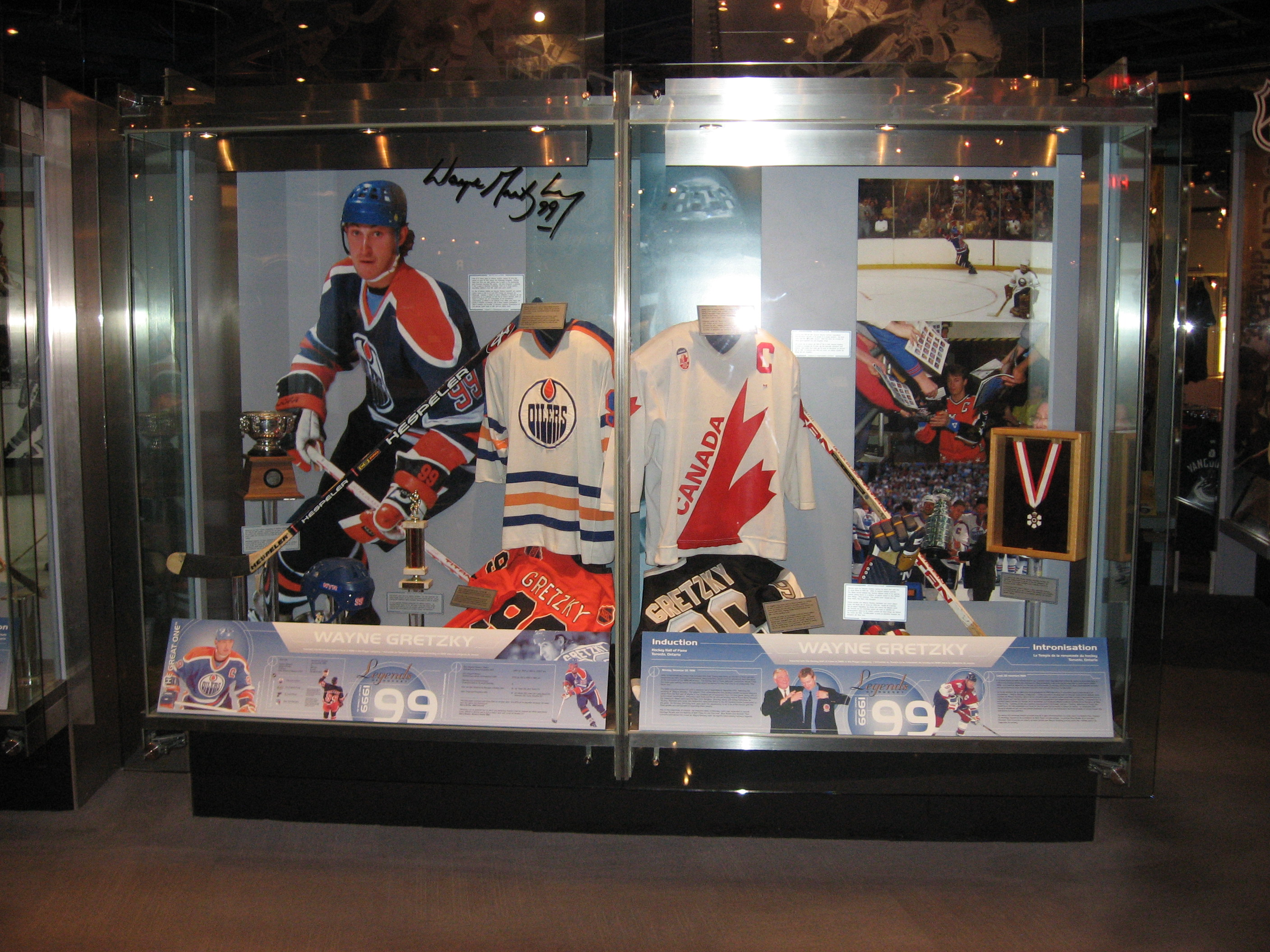
Wayne Gretzky, "The Great One".

### Individuais
- 1978 William Hanley Trophy
- 1978 Emms Family Award
- 1979 WHA All-Star Game
- 1979 Lou Kaplan Trophy
- 1979 WHA Second All-Star Team
- 1980 NHL All-Star Game
- 1980 Lady Byng Memorial Trophy
- 1980 Hart Memorial Trophy
- 1980 NHL Second All-Star Team
- 1981 NHL All-Star Game
- 1981 NHL First All-Star Team
- 1981 Art Ross Trophy
- 1981 Hart Memorial Trophy
- 1982 NHL All-Star Game
- 1982 NHL First All-Star Team
- 1982 Art Ross Trophy
- 1982 Hart Memorial Trophy
- 1982 Lester B. Pearson Award
- 1983 NHL All-Star Game
- 1983 NHL All-Star Game MVP
- 1983 NHL First All-Star Team
- 1983 Art Ross Trophy
- 1983 Hart Memorial Trophy
- 1983 Lester B. Pearson Award
- 1984 NHL All-Star Game
- 1984 NHL Plus/Minus Award
- 1984 NHL First All-Star Team
- 1984 Art Ross Trophy
- 1984 Hart Memorial Trophy
- 1984 Lester B. Pearson Award
- 1984 Stanley-Cup-Gewinn mit den Edmonton Oilers
- 1985 NHL All-Star Game
- 1985 NHL Plus/Minus Award
- 1985 NHL First All-Star Team
- 1985 Art Ross Trophy
- 1985 Dodge/NHL Performer of the Year
- 1985 Hart Memorial Trophy
- 1985 Lester B. Pearson Award
- 1985 Stanley-Cup-Gewinn mit den Edmonton Oilers
- 1985 Conn Smythe Trophy
- 1986 NHL All-Star Game
- 1986 NHL First All-Star Team
- 1986 Art Ross Trophy
- 1986 Dodge/NHL Performer of the Year
- 1986 Hart Memorial Trophy
- 1987 NHL Plus/Minus Award
- 1987 NHL First All-Star Team
- 1987 Art Ross Trophy
- 1987 Dodge/NHL Performer of the Year
- 1987 Hart Memorial Trophy
- 1987 Lester B. Pearson Award
- 1987 Stanley-Cup-Gewinn mit den Edmonton Oilers
- 1988 NHL All-Star Game
- 1988 NHL Second All-Star Team
- 1988 Stanley-Cup-Gewinn mit den Edmonton Oilers
- 1988 Conn Smythe Trophy
- 1989 NHL All-Star Game
- 1989 NHL All-Star Game MVP
- 1989 Hart Memorial Trophy
- 1989 NHL Second All-Star Team
- 1990 NHL All-Star Game
- 1990 Art Ross Trophy
- 1990 NHL Second All-Star Team
- 1991 NHL All-Star Game
- 1991 NHL First All-Star Team
- 1991 Lady Byng Memorial Trophy
- 1991 Art Ross Trophy
- 1992 NHL All-Star Game
- 1992 Lady Byng Memorial Trophy
- 1993 NHL All-Star Game
- 1994 NHL All-Star Game
- 1994 Lester Patrick Trophy
- 1994 Lady Byng Memorial Trophy
- 1994 Art Ross Trophy
- 1994 NHL Second All-Star Team
- 1996 NHL All-Star Game
- 1997 NHL All-Star Game
- 1997 NHL Second All-Star Team
- 1998 NHL All-Star Game
- 1998 NHL Second All-Star Team
- 1998 - Eleito como o número 1 pela The Hockey News em uma lista com os 100 melhores jogadores de hockey de todos os tempos.
- 1999 NHL All-Star Game
- 1999 NHL All-Star Game MVP
- Membro da "Ordem do Canadá".
- Primeiro estrangeiro a receber o prêmio "Horatio Alger Award".
- Possui uma estrela no Hall da Fama do Canadá.

### Equipes

#### Edmonton Oilers
4 títulos da Stanley Cup, entre 1983 e 1988

#### Com a Seleção Canadense

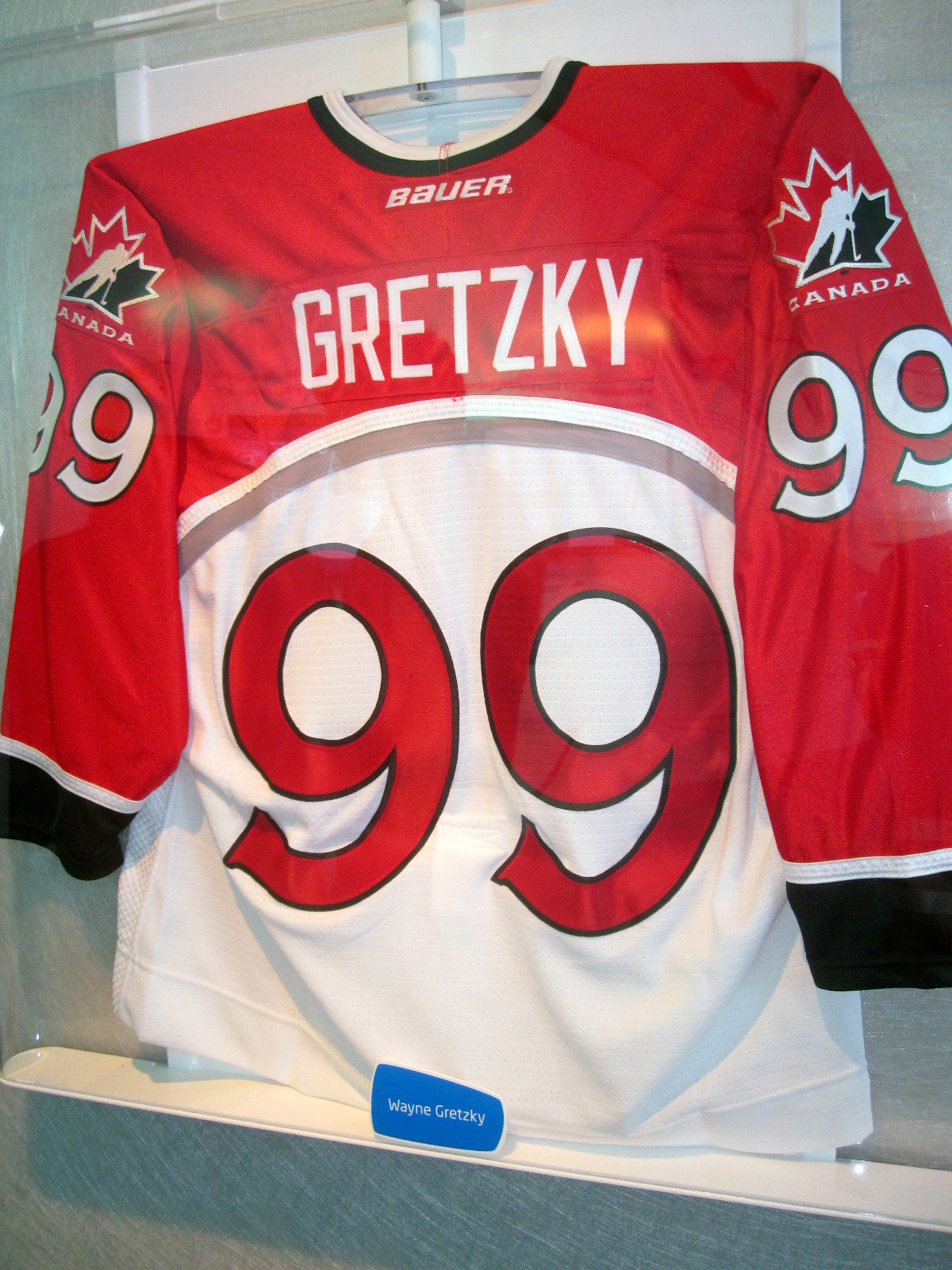
Camisa N. 99 da seleção Canadense.

- 1978 - 3o lugar no Campeonato Mundial Junior
- 1981 - 2o lugar "Canada Cup"
- 1982 - 3o lugar Campeonato Mundial
- 1984 - 1o lugar Canada Cup
- 1987 - 1o Lugar Canada Cup
- 1991 - 1o Lugar Canada Cup
- 1996 - 2o Lugar Copa do Mundo de Hóquei sobre Gelo.

### Recordes
- Maior Número de "Pontos": 2,856 (1,485 games, 894 gols, 1,962 assistências)
- Maior Número de Pontos (Incluindo Playoffs) 3,238 (2,856 temporada regular, e 382 playoff)
- Maior Número de Gols (Incluindo Playoffs): 1,016 (894 temporada regular e 122 playoff)
- Maior Número de Assistências: 1,962
- Maior Número de Assistências (Incluindo Playoffs): 2,222 (1,962 temporada regular e 260 playoff)

## Estatísticas

### NaNHL
| 1975-76 | Vaughan Nationals           | MetJHL | 28   | 27  | 33   | 60   | 7   | —    | —   | —  | —  | —   | —   | —   | —   | —  |
| 1976-77 | Seneca Nationals            | MetJHL | 32   | 36  | 36   | 72   | 35  | —    | —   | —  | —  | 23  | 40  | 35  | 75  | —  |
| 1976-77 | Peterborough Petes          | OHL    | 3    | 0   | 3    | 3    | 0   | —    | —   | —  | —  | —   | —   | —   | —   | —  |
| 1977-78 | Sault Ste. Marie Greyhounds | OHL    | 64   | 70  | 112  | 182  | 14  | —    | —   | —  | —  | —   | —   | —   | —   | —  |
| 1978-79 | Indianapolis Racers         | WHA    | 8    | 3   | 3    | 6    | 0   | —    | —   | —  | —  | —   | —   | —   | —   | —  |
| 1978-79 | Edmonton Oilers             | WHA    | 72   | 43  | 61   | 104  | 19  | —    | —   | —  | —  | 13  | 10  | 10  | 20  | 2  |
| 1979-80 | Edmonton Oilers             | NHL    | 79   | 51  | 86   | 137  | 21  | +15  | 13  | 1  | 6  | 3   | 2   | 1   | 3   | 0  |
| 1980-81 | Edmonton Oilers             | NHL    | 80   | 55  | 109  | 164  | 28  | +41  | 15  | 4  | 3  | 9   | 7   | 14  | 21  | 4  |
| 1981-82 | Edmonton Oilers             | NHL    | 80   | 92  | 120  | 212  | 26  | +81  | 18  | 6  | 12 | 5   | 5   | 7   | 12  | 8  |
| 1982-83 | Edmonton Oilers             | NHL    | 80   | 71  | 125  | 196  | 59  | +60  | 18  | 6  | 9  | 16  | 12  | 26  | 38  | 4  |
| 1983-84 | Edmonton Oilers             | NHL    | 74   | 87  | 118  | 205  | 39  | +76  | 20  | 12 | 11 | 19  | 13  | 22  | 35  | 12 |
| 1984-85 | Edmonton Oilers             | NHL    | 80   | 73  | 135  | 208  | 52  | +98  | 8   | 11 | 7  | 18  | 17  | 30  | 47  | 4  |
| 1985-86 | Edmonton Oilers             | NHL    | 80   | 52  | 163  | 215  | 46  | +71  | 11  | 3  | 6  | 10  | 8   | 11  | 19  | 2  |
| 1986-87 | Edmonton Oilers             | NHL    | 79   | 62  | 121  | 183  | 28  | +70  | 13  | 7  | 4  | 21  | 5   | 29  | 34  | 6  |
| 1987-88 | Edmonton Oilers             | NHL    | 64   | 40  | 109  | 149  | 24  | +39  | 9   | 5  | 3  | 19  | 12  | 31  | 43  | 16 |
| 1988-89 | Los Angeles Kings           | NHL    | 78   | 54  | 114  | 168  | 26  | +15  | 11  | 5  | 5  | 11  | 5   | 17  | 22  | 0  |
| 1989-90 | Los Angeles Kings           | NHL    | 73   | 40  | 102  | 142  | 42  | +8   | 10  | 4  | 4  | 7   | 3   | 7   | 10  | 0  |
| 1990-91 | Los Angeles Kings           | NHL    | 78   | 41  | 122' | 163  | 16  | +30  | 8   | 0  | 5  | 12  | 4   | 11  | 15  | 2  |
| 1991-92 | Los Angeles Kings           | NHL    | 74   | 31  | 90   | 121  | 34  | -12  | 12  | 2  | 2  | 6   | 2   | 5   | 7   | 2  |
| 1992-93 | Los Angeles Kings           | NHL    | 45   | 16  | 49   | 65   | 6   | +6   | 0   | 2  | 1  | 24  | 15  | 25  | 40  | 4  |
| 1993-94 | Los Angeles Kings           | NHL    | 81   | 38  | 92   | 130  | 20  | -25  | 14  | 4  | 0  | —   | —   | —   | —   | —  |
| 1994-95 | Los Angeles Kings           | NHL    | 48   | 11  | 37   | 48   | 6   | -20  | 3   | 0  | 1  | —   | —   | —   | —   | —  |
| 1995-96 | Los Angeles Kings           | NHL    | 62   | 15  | 66   | 81   | 32  | -7   | 5   | 0  | 2  | —   | —   | —   | —   | —  |
| 1995-96 | St. Louis Blues             | NHL    | 18   | 8   | 13   | 21   | 2   | -6   | 1   | 1  | 1  | 13  | 2   | 14  | 16  | 0  |
| 1996-97 | New York Rangers            | NHL    | 82   | 25  | 72   | 97   | 28  | +12  | 6   | 0  | 2  | 15  | 10  | 10  | 20  | 2  |
| 1997-98 | New York Rangers            | NHL    | 82   | 23  | 67   | 90   | 28  | -11  | 6   | 0  | 4  | —   | —   | —   | —   | —  |
| 1998-99 | New York Rangers            | NHL    | 70   | 9   | 53   | 62   | 14  | -23  | 3   | 0  | 3  | —   | —   | —   | —   | —  |
| 20 anos | Total                       | NHL    | 1487 | 894 | 1963 | 2857 | 577 | +518 | 204 | 73 | 91 | 208 | 122 | 260 | 382 | 66 |

### Com a Seleção Canadense
| Year                 | Event                      | Team                 | GP | G  | A  | Pts | PIM | Medal  |
| -------------------- | -------------------------- | -------------------- | -- | -- | -- | --- | --- | ------ |
| 1978                 | World Junior Championships | Canada               | 6  | 8  | 9  | 17  | 2   | Bronze |
| 1981                 | Canada Cup                 | Canada               | 7  | 5  | 7  | 12  | 2   | Silver |
| 1982                 | World Championships        | Canada               | 10 | 6  | 8  | 14  | 0   | Bronze |
| 1984                 | Canada Cup                 | Canada               | 8  | 5  | 7  | 12  | 2   | Gold   |
| 1987                 | Rendez-vous '87            | NHL All-Stars        | 2  | 0  | 4  | 4   | 0   | N/A    |
| 1987                 | Canada Cup                 | Canada               | 9  | 3  | 18 | 21  | 2   | Gold   |
| 1991                 | Canada Cup                 | Canada               | 7  | 4  | 8  | 12  | 2   | Gold   |
| 1996                 | World Cup                  | Canada               | 8  | 3  | 4  | 7   | 2   | Silver |
| 1998                 | Winter Olympics            | Canada               | 6  | 0  | 4  | 4   | 2   | none   |
| International totals | International totals       | International totals | 63 | 34 | 69 | 103 | 14  |        |

### Como treinador
| Team  | Year    | Regular Season | Regular Season | Regular Season | Regular Season | Regular Season | Regular Season | Post Season     |
| Team  | Year    | G              | W              | L              | OTL            | Pts            | Finish         | Result          |
| ----- | ------- | -------------- | -------------- | -------------- | -------------- | -------------- | -------------- | --------------- |
| PHX   | 2005–06 | 82             | 38             | 39             | 5              | 81             | 5th in Pacific | Missed playoffs |
| PHX   | 2006–07 | 82             | 31             | 46             | 5              | 67             | 5th in Pacific | Missed playoffs |
| PHX   | 2007–08 | 82             | 38             | 37             | 7              | 83             | 4th in Pacific | Missed playoffs |
| PHX   | 2008–09 | 82             | 36             | 39             | 7              | 79             | 4th in Pacific | Missed playoffs |
| Total | Total   | 328            | 143            | 161            | 24             | Points %: .473 | Points %: .473 |                 |

Fonte: «hockeydb.com: Wayne Gretzky's profile». hockeydb.com. Consultado em 5 de maio de 2008